# Plectorhinchus cinctus
Plectorhinchus cinctus és una espècie de peix de la família dels hemúlids i de l'ordre dels perciformes.

## Morfologia
Els mascles poden assolir els 60 cm de longitud total.

## Distribució geogràfica
Es troba des del Mar d'Aràbia fins al sud del Japó.